# 登別中央ショッピングセンターアーニス
登別中央ショッピングセンターアーニス（のぼりべつちゅうおうショッピングセンターアーニス）は北海道登別市に存在する商業施設である。

## 概要
幌別地区は古くから登別市の行政や経済の中心として栄えてきた地区であったが、商業活動は室蘭市の大型店に競売力が流出していたことに加え、登別サティ（現・イオン登別店）の幌別地区への出店が表明され、地元商業者は死活を問われることとなった。
JR幌別駅西口に広場、バスターミナルをつくり、駅から旧日鉄社宅入口までの区間の個店を近代化に改装する構想、幌別地区商店街近代化推進事業の中心店舗として建設された。地元商店街を中心に25店舗が入居し、駐車場不足を解消するために3階、4階に大型駐車場を設け、これまでの街並みを一新した北欧風の外観となった。
2003年4月26日、経営破綻したコープクレアの後継としてホームストアが出店。
2024年3月23日、1階にサンドラッグが出店。
アーニスの名前はAMUSEMENT・TOWN(楽しさあふれる街)、NOBORIBETSU(登別)、INTEGRAL(欠かすことのできない)、SHOPPING CENTER(ショッピングセンター)の頭文字をとった造語で、市民公募により決定した。

## 沿革
出典: 
- 1991年
  - 4月 - 中央町地区商店街活性化推進協議会発足
  - 5月 - 協同組合登別中央ショッピングセンター設立
- 1992年
  - 4月 - 再開発準備会設立
- 1993年
  - 3月 - 都市計画決定（高度利用地区・市街地再開発促進区域）
  - 6月 - 「市街地総合再生計画」 建設大臣承認
  - 8月 - 再開発事業個人施行認可申請
  - 9月 - 再開発事業個人施行認可・公告
  - 12月 - 愛称公募
  - 12月 - 権利変換計画認可申請・認可
- 1994年
  - 2月 - 解体工事 着工
  - 3月 - 愛称がアーニスに決定
  - 4月 - 建築工事 着工
  - 11月 - 施設建築物の引渡し・建築工事の完了公告
  - 12月9日 - オープン
- 1995年
  - 3月 - 第一種市街地再開発事業 終了認可
- 2003年
  - 4月26日 - ホームストアが出店
- 2024年
  - 3月23日 - サンドラッグが出店

## フロアガイド
出典:

### 1階
- ホームストア アーニス店
- サンドラッグ 登別アーニス店
- 銘菓本舗かめや
- フラワーショップかりん
- Plein de vie
- Fashion Create K2
- y2SELECT
- FRIEND.u
- 福祉の店 ドリームベーカリー
- アーニス修理コーナー
- 家のおてつだい
- アーニスサービスカウンター
- ゲームコーナー

### 2階
- ダイソー アーニス店
- Anis Hands(シューズ専門店 アーニスハンズ)
- 手芸のこっとん物語
- field(フィールド)
- PAPiA(ぱぴあ)
- アーニス美容室
- ファミリーランド
- n-BOX
- 登別市立図書館アーニス分館
- 登別市地域職業相談室（ジョブガイドのぼりべつ）
- 登別市観光経済部・農業委員会事務局
- 登別市社協「あえるSTATION」
- とまこまい若者サポートステーション室蘭地区常設サテライト